# Bremia
Bremia  Regel  – rodzaj organizmów zaliczanych do lęgniowców. Grzyby mikroskopijne, pasożyty roślin. W Polsce występuje jeden gatunek – Bremia lactucae. Wywołuje on u sałaty chorobę o nazwie mączniak rzekomy sałaty.

## Morfologia
Pasożyty, których plecha rozwija się pomiędzy komórkami porażonych roślin. Wytwarzają duże, kuliste lub maczugowate ssawki, które wrastają do wnętrza komórek żywiciela oraz bezbarwne, proste, konidiofory, które rozgałęziają się dichotomicznie, zazwyczaj pod prostym kątem mniej więcej w połowie swojej długości. Na szczycie końcowych odgałęzień wyrasta 5 krótkich i prostych wyrostków, a na nich bezbarwne zoosporangia. Mają szczytową brodawkę i zachowują się jak pływki. Kiełkują w strzępkę grzybni. Lęgnie o cienkiej i bezbarwnej ścianie. W porażonych częściach roślin  tworzą się kuliste  oospory o cienkim, żółtobrunatnym episporium.

## Systematyka i nazewnictwo
Pozycja w klasyfikacji według Index Fungorum: Peronosporaceae, Peronosporales, Peronosporidae, Peronosporea, Incertae sedis, Oomycota, Chromista. 
SynonimyActinobotrys H. Hoffm., Tetradium Schltdl.

## Gatunki
- Bremia argentinensis Speg. 1925
- Bremia betae H.C. Bai & X.Y. Cheng 1985
- Bremia cicerbitae C.J. Li & Z.Q. Yuan 1998
- Bremia cirsii (Jacz. ex Uljan.) J.F. Tao & Y.N. Yu 1992
- Bremia geminata (Unger) Kochman & T. Majewski 1970
- Bremia lagoseridis Y.N. Yu & J.F. Tao 1992
- Bremia lactucae Regel
- Bremia lapsanae Syd. 1938
- Bremia leibnitziae J.F. Tao & Y. Qin 1983
- Bremia microspora Sawada 1919
- Bremia moehringiae T.R. Liu & C.K. Pai 1985
- Bremia picridis S. Ito & Tokun. 1935
- Bremia picridis-hieracioidis Savinceva 1974
- Bremia sonchi Sawada 1914
- remia tulasnei (H. Hoffm.) Syd. 1923
- Bremia xanthii Ubrizsy & Vörös 1966

Nazwy naukowe na podstawie Index Fungorum. Wykaz gatunków występujących w Polsce według Mułenki i in. (wymienione jako Peronospora).